# Cal Pere Forner
Cal Pere Forner és una obra del municipi de Banyeres del Penedès (Baix Penedès) inclosa en l'Inventari del Patrimoni Arquitectònic de Catalunya.

## Descripció
L'edifici consta de dues plantes. La façana és decorada mitjançant carreus pintats de diferents colors (groc, vermell). Els baixos presenten un gran i elevat arc rebaixat, el qual és dividit en dues parts, la inferior ocupada per una vidriera que correspon a la porta d'accés i la superior per una petita porta balconera. El pis noble, separat per una cornisa, presenta un balcó amb base i obertura de llinda. Com a remat de l'edifici hi ha una sinuosa cornisa, la part central de la qual presenta un cercle de flors, és de forma corba i té un remat format per fulles, a cada banda d'aquest cos hi ha una balustrada.

## Història
La casa fou construïda per l'avi de l'actual propietari (1983), el qual era paleta i es deia Quim. Era l'any 1912 quan es construí l'edifici, segons s'observa en un reixat que abans es trobava a l'entrada de la casa. La casa forma part de l'herència familiar.